# Mardi
Mardi e uma Viagem Itinerante (Mardi, and a Voyage Thither) é o terceiro livro do escritor norte americano Herman Melville, publicado pela primeira vez em Londres em 1849. Começando como um diário de viagem na sequência das duas obras anteriores do autor, a aventura dá lugar a uma história de romance, que, por sua vez, dá lugar a um questionamento filosófico.

## Visão geral
Mardi é o primeiro trabalho de pura ficção de Melville (ainda que apresentando narradores fictícios, os seus romances anteriores foram fortemente autobiográficos). Ele pormenoriza (neste aspecto muito parecido a Typee e a Omoo) as viagens de um marinheiro norte-americano que abandona o seu navio baleeiro para explorar o Pacífico Sul. Ao contrário dos dois primeiros, contudo, Mardi é fortemente filosófico, dizendo-se que é a primeira obra a mostrar o verdadeiro potencial de Melville. A história começa como uma simples narrativa, mas rapidamente se centra no discurso entre os personagens principais e as suas interacções com os vários países simbólicos por onde vão passando. Embora não tão focado ou longo como Moby Dick, compartilha com este um estilo de escrita semelhantes, bem como muitos dos mesmos temas.
Como um prefácio a Mardi, Melville escreveu, algo ironicamente, que se os seus dois primeiros livros não eram de ficção, no que não acreditaram, pelo mesmo padrão ele esperava que este livro sendo de ficção fosse aceite como realidade.

## Resposta da crítica
Mardi teve insucesso junto da crítica. Um crítico disse que o livro continha "idéias sob uma névoa tão espessa que não somos capazes de as destrinçar claramente". Nevertheless, Nathaniel Parker Willis considerou o trabalho "requintado".
Nathaniel Hawthorne considerou Mardi um livro com qualidade "com profundidade aqui e ali que obriga um homem a nadar para se salvar... tão bom que não perdoamos ao escritor para não ter despendido mais tempo com ele, a fim de torná-lo muito melhor."
O desapontamento generalizado dos críticos magoou Melville que, no entanto, decidiu apreciar a recepção do livro de forma filosófica, como as dores de crescimento necessárias a qualquer autor com elevadas ambições literárias. "Esses ataques são para ter em conta, claro, e são essenciais para a edificação de qualquer reputação permanente — se tal vier alguma vez a ser a minha... Mas o Tempo, que resolve todos os enigmas, vai resolver o de Mardi."